# خوریان (شاهرود)
خوریان یک روستا در ایران است که در دهستان ده‌ملا شهرستان شاهرود واقع شده‌است. خوریان ۹۳ نفر جمعیت دارد.